# AirDrop
AirDrop ist ein proprietärer Wi-Fi-Ad-hoc-Service, der vom US-amerikanischen Unternehmen Apple Inc. entwickelt wurde.

## Funktion
Der Dienst ermöglicht es, Dateien zwischen macOS- bzw. iOS- und iPadOS-Geräten ohne externe LAN- oder Wi-Fi-Verbindungen auszutauschen. Dieser wurde erstmals in Mac OS X Lion in macOS implementiert. Mit iOS 7 ist AirDrop auch auf iOS-Geräten verfügbar. Seit OS X Yosemite und iOS 8 funktioniert AirDrop auch zwischen Macs und mobilen Geräten. Die Konfiguration sowie die Verbindung zwischen den Geräten erfolgt automatisch, somit müssen vom Anwender keine weiteren Einstellungen getätigt werden.
Laut Apple funktioniert AirDrop bei einer Entfernung von bis zu neun Metern. Bei Abständen von circa einem Meter erreicht AirDrop eine Geschwindigkeit von 12–15 Megabyte pro Sekunde, diese nimmt aber bei größerer Entfernung rapide ab. Ein Test der Online-Zeitschrift Golem maß eine durchschnittliche Datenrate von 3,7 MB/s bei einem Abstand von zwei Metern. Die maximale theoretische Übertragungsrate beträgt 18 MB/s.

### macOS
Die Steuerung erfolgt im Dateimanager Finder.
AirDrop zwischen Macs ist ab Mac OS X Lion (Version 10.7) mit folgenden Modellen kompatibel:
| Name        | Geräte         | Ausnahmen                        |
| ----------- | -------------- | -------------------------------- |
| MacBook     | ab Ende 2008   | weißes MacBook Anfang 2008       |
| MacBook Air | ab Ende 2010   |                                  |
| MacBook Pro | ab Ende 2008   | außer 17″-Modell 2008            |
| iMac        | ab Anfang 2009 |                                  |
| Mac mini    | ab Mitte 2010  |                                  |
| Mac Pro     | ab Mitte 2010  | mit AirPort-Karte ab Anfang 2009 |

AirDrop zwischen Macs und iOS-Geräten benötigt ein Mac Modell ab 2012 mit OS X Yosemite (Version 10.10). Zudem ist es möglich, AirDrop bei Hackintosh-Computern (Geräte, die nicht von Apple stammen, jedoch macOS installiert haben) mit einer geeigneten WLAN-Karte über einen Kommandozeilen-Befehl im Terminal zu aktivieren.

### iOS und iPadOS
Auf der WWDC im Juni 2013 wurde zusammen mit der Vorstellung von iOS 7 bekannt gegeben, dass AirDrop auch auf iPhones, iPads und iPod touchs möglich ist.
Hier erfolgt die Steuerung über das integrierte Kontrollzentrum. Dateien können dabei über das Teilen-Menü ausgetauscht werden.
Auf älteren iOS-Geräten (z. B. dem iPhone 4) ist AirDrop, mangels 5-GHz-WLAN-Standard, das für Wi-Fi Direct notwendig ist, nicht möglich. Auf dem iPad der 3. Generation wäre AirDrop zwar möglich, wurde aber von Apple bewusst deaktiviert. Es lässt sich mit Drittprogrammen aus dem Cydia-Store aktivieren. Auch auf iPadOS ist der Dienst verfügbar.
AirDrop ist auf folgenden Geräten mit iOS 7 verfügbar:
| Name       | Geräte       | Implementierung  |
| ---------- | ------------ | ---------------- |
| iPhone     | ab Ende 2012 | ab iPhone 5      |
| iPod touch | ab Ende 2012 | ab 5. Generation |
| iPad       | ab Ende 2012 | ab 4. Generation |
| iPad mini  | ab Ende 2012 | ab 1. Generation |
| iPad Pro   | ab Ende 2015 | ab 1. Generation |

## Abgrenzung zu anderen Technologien
AirDrop setzt Apple Wireless Direct Link (AWDL) als proprietäres WLAN-Protokoll zur Datenübertragung ein.
AWDL bietet eine ähnliche Funktionalität wie Wi-Fi Direct.
Von typischen Wi-Fi Direct Implementierungen unterscheidet sich AirDrop aus Benutzersicht in drei Punkten:
- Bei AirDrop wird nicht nur WLAN, sondern auch Bluetooth als Übertragungsprotokoll genutzt. Vor der eigentlichen WLAN-Verbindung erfolgt über Bluetooth die Erkennung der unmittelbaren Nachbargeräte im Auswahlmenü – dieser Umstand ist mit dem geringeren Energieverbrauch gegenüber WLAN zu begründen, da die Empfangsbereitschaft von AirDrop auch im Hintergrund aktiv geschaltet werden kann.
- Die Anzeige der Nachbargeräte, mit denen man sich verbinden kann, erfolgt nicht über selbst frei wählbare Gerätebezeichnungen, sondern über das Profilfoto des aktuell eingeloggten Benutzers auf dem jeweiligen Gerät.
- Das Verbinden zum gemeinsamen Ad-hoc-Netzwerk erfolgt ohne manuelle Passworteingabe. Sowohl Sender als auch Empfänger müssen jeden Transfer bestätigen.

## Cyber-Flashing
Das ungewollte Zusenden von Daten über AirDrop wurde von der englischen Presse nach einem Zwischenfall im Sommer 2015 „Cyber-Flashing“ getauft. Damals hatte eine Frau in einem Personenzug anzügliche Bilder auf ihrem iPhone empfangen, die ihr ein Mitreisender zugeschickt hatte. Apple reagierte mit einer Option, nur im Adressbuch hinterlegte Kontakte zu akzeptieren.

## Sicherheitsanalysen
Für eine Sicherheitsanalyse wurden AirDrop und AWDL nachgebaut und der Open-Source-Quellcode als OpenDrop
und Open Wireless Link (OWL) auf GitHub veröffentlicht.
Die TU Darmstadt hat daraufhin eine Datenschutzlücke entdeckt, die es ermöglicht, die echte Mobilfunknummer des Senders einer Datei aus der gehashten Mobilfunknummer mittels Brute-Force-Methode und Wörterbuchangriff zu ermitteln.
Behörden in China ist die Überwindung der AirDrop-Verschlüsselung routinemäßig möglich.

## Ähnliche Ansätze
Mit Quick Share wird von Google und Samsung ein ähnlicher Dienst für Android-Geräte entwickelt, als Nachfolger von Android Beam (basierte auf NFC).